# Mudenoor, Kushtagi
Mudenoor là một làng thuộc tehsil Kushtagi, huyện Koppal, bang Karnataka, Ấn Độ.